# Орсини, Франчотто
Франчотто Орсини ( Franciotto Orsini; 1473, Рим, Папская область — 10 января 1534, там же) — итальянский кардинал. Апостольский администратор Никастро с 18 сентября 1517 по 5 мая 1518. Апостольский администратор архиепархии Бояно с 18 января 1519 по 24 июля 1523. Апостольский администратор епархии Фрежюса 15 июня 1524 по 15 декабря 1525. Архипресвитер патриаршей Ватиканской базилики с 24 июля 1524 по 1 января 1530. Апостольский администратор епархии Римини с 23 марта 1528 по 7 апреля 1529. Кардинал-дьякон с 1 июля 1517, с титулярной диаконией Сан-Джорджо-ин-Велабро с 6 июля 1517 по 21 января 1519. Кардинал-дьякон с титулярной диаконией Санта-Мария-ин-Козмедин с 21 января 1519 по 10 января 1534. 

## Ранние годы
Франчотто Орсини родился в 1473 году в семье Орсо Орсини ди Монтередондо и Констанцы Савелли и был членом семьи Орсини. Также по отцовской линии он был племянником Папы Льва X . Образование Франчотто получил во Флоренции у Лоренцо Медичи, с помощью брака своей тёти Клариче Орсини с тем же Лоренцо Медичи .
В молодости Франчотто был военным лидером и защищал интересы семьи. Также он сражался с силами Чезаре Борджиа .
Затем он переехал в Рим и стал апостольским протонотарием .
Франчотто женился на Виоланте Орсини ди Муньяно, от которой у него была 5 детей. После смерти жены, Франчотто перешёл на стезю священнослужения к дяде Льву X .

## Кардинал
На консистории 1 июля 1517 года, дядя Франчотто Папа Лев X сделал его кардиналом-дьяконом. 6 июля 1517 года Франчотто получил красную шляпу и титулярную диаконию Сан-Джорджо-ин-Велабро .
С 18 сентября 1517 года по 5 мая 1518 года он был администратором кафедры Никастро. Он стал Архипресвитером базилики Святого Петра. С 18 января 1519 года по 24 июля 1523 года он был назначен администратором архиепархии Бояно. Вскоре 8 августа 1519 года он был свергнут с кардинала, но он смог восстановить должность. Где-то после 1519 года он выбрал титулярную диаконию в Санта-Мария-ин-Козмедин .
Также Франчотто участвовал в Конклаве 1521—1522 годов на котором был избран Папа Адриан VI и в Конклаве 1523 года на котором избрали Папу Климента VII .
С 15 июня 1524 года по 15 декабря 1525 года он стал администратором епархии Фрежюса и с 23 марта 1528 года по 7 апреля 1529 года был администратором епархии Римини .
Франчотто Орсини умер 10 января 1534 года в Риме в возрасте около 61 года. Он похоронен в базилике Святого Петра .